# Allarithmus parvulus
Allarithmus parvulus är en mångfotingart som beskrevs av Carl Graf Attems 1933. Allarithmus parvulus ingår i släktet Allarithmus och familjen Chelodesmidae. Inga underarter finns listade i Catalogue of Life.